# Gyrinus woodruffi
Gyrinus woodruffi es una especie de escarabajo del género Gyrinus, familia Gyrinidae. Fue descrita científicamente por Fall en 1922.

## Distribución geográfica
Habita en América del Norte.